# Alsjön
Alsjön is een plaats in de gemeente Lerum in het landschap Västergötland en de provincie Västra Götalands län in Zweden. De plaats heeft 180 inwoners (2005) en een oppervlakte van 31 hectare. De plaats ligt aan het meer Mjörn.